# آ فانساگرادا (کومارکا)
آ فانساگرادا (کومارکا) (به اسپانیایی: Comarca de Fonsagrada) در اسپانیا است که در گالیسیا واقع شده‌است.